# Віртуалізація програмного забезпечення
Віртуалізація програмного забезпечення — технологія, що дозволяє відокремити програмне забезпечення від операційної системи на якій воно працює. Повністю віртуалізоване програмне забезпечення не інсталюється в традиційному розумінні, хоча кінцевий користувач на перший погляд не зможе це помітити, тому що віртуалізоване програмне забезпечення працює так само, як звичайне. Програмне забезпечення в процесі виконання працює так само, як якби воно взаємодіяло з операційною системою напряму та всіма її ресурсами, але може бути ізольоване або виконуватися у пісочниці з різним рівнем обмеження.
Сучасні операційні системи, такі як Microsoft Windows і Linux можуть включати обмежену віртуалізацію програмного забезпечення. Наприклад, Windows 7 має Windows XP режим, що дозволяє запускати програмне забезпечення для Windows XP на Windows 7 без змін.